# Selîcivka, Barîșivka
Selîcivka (în ucraineană Селичівка) este o comună în raionul Barîșivka, regiunea Kiev, Ucraina, formată numai din satul de reședință.

## Demografie
Componența lingvistică a comunei Selîcivka
     Ucraineană (97,54%)
     Rusă (1,82%)
     Alte limbi (0,36%)
Conform recensământului din 2001, majoritatea populației comunei Selîcivka era vorbitoare de ucraineană (97,54%), existând în minoritate și vorbitori de rusă (1,82%).